# Worcestershire Beacon
Pour les articles homonymes, voir Beacon.
Worcestershire Beacon, populairement Worcester Beacon ou The Beacon, est un sommet du Royaume-Uni culminant à 425 mètres d'altitude dans le comté du Worcestershire, dont il constitue le point culminant, en Angleterre. C'est également le plus haut sommet des collines de Malvern, qui sont classées en tant qu'Area of Outstanding Natural Beauty. Le sommet est traversé par un chemin appartenant à un réseau de fortifications actif probablement de l'âge du bronze au Moyen Âge. Il a également servi à plusieurs reprises comme point de signalement par le déclenchement de feux d'alerte et constitue, par son panorama, un bon site d'observation.

## Toponymie
La qualification de beacon, littéralement « balise, phare », témoigne de l'usage de la colline comme point de signalisation.

## Géographie
Worcestershire Beacon est situé dans l'Ouest de l'Angleterre, au Royaume-Uni, dans le comté du Worcestershire, dans le district non métropolitain de Malvern Hills ; ses piémonts occidentaux s'étendent jusqu'au comté du Herefordshire. Il surplombe la ville de Malvern à l'est et se trouve à environ 13 kilomètres au sud-ouest de Worcester, 28 kilomètres à l'est-nord-est de Hereford et 55 kilomètres au sud-ouest de Birmingham. Le débouché de l'estuaire de la Severn sur le canal de Bristol, qui appartient à la mer Celtique, est à près de 65 kilomètres au sud-sud-ouest. Le sommet s'élève à 425 mètres d'altitude,, ce qui en fait le point culminant du Worcestershire. La hauteur de culminance de Worcestershire Beacon par rapport à Titterstone Clee Hill (en), à 37 kilomètres au nord-nord-ouest, est de 337 mètres, ce qui en fait un marilyn. Elle se trouve près de l'extrémité septentrionale des collines de Malvern, dont elle est le plus haut sommet ; ces dernières sont allongées dans une direction nord/sud. Elle est prolongée par Sugarloaf Hill, Table Hill et North Hill au nord, et par Summer Hill au sud. Son versant occidental alimente le Cradley Brook, affluent du Leigh Brook qui se jette dans la rivière Teme (en), tandis que son versant oriental alimente directement le bassin de la Severn, dont la montagne fait donc entièrement partie. La vue porte jusqu'à Shining Tor, à 130 kilomètres au nord.

## Histoire
Worcestershire Beacon est le sommet le plus septentrional traversé du nord au sud par le Shire Ditch (littéralement « fossé, rigole du comté »), ou Red Earl's Dyke (littéralement « digue, fossé, passage du comte rouge »), qui est centré sur le British Camp (en). Il est aménagé par Gilbert de Clare, comte de Gloucester, en 1287, à la suite d'un différend frontalier avec Thomas de Cantilupe, évêque de Hereford. Des recherches récentes semblent attester d'une origine bien plus ancienne : en effet, son extrémité méridionale est la colline fortifiée de Midsummer (en), au sud, qui abrite deux tombes de l'âge du bronze. Des urnes contenant des os et des cendres ont été mises au jour lors de fouilles menées en 1849 par Private Harkiss dans le cadre de l'Ordnance Survey et documentées par Edwin Lees, un antiquaire local,.
Worcestershire Beacon a été historiquement utilisé comme point de signalisation. En 1588, il fait partie du réseau de feux d'alarme allumés lors de la tentative d'invasion de l'Angleterre par l'Invincible Armada. Ils sont également déclenchés pour célébrer des événements nationaux, tels la fin de la guerre de Crimée en 1856, le mariage du prince et de la princesse de Galles en 1863, le Jubilé d'or de la reine Victoria en 1887 et celui de diamant dix ans plus tard, le couronnement de George V en 1911 et celui d'Élisabeth II en 1953. Pour le passage à l'an 2000, un feu y est allumé, parmi un important réseau national de collines. Un feu célèbre le Jubilé d'or Élisabeth II le 3 juin 2002, puis son Jubilé d'argent dix ans plus tard.
De plus, une table d'orientation, conçue par l'architecte Arthur Troyte Griffith, ami d'Edward Elgar, est dressée en 1897 afin de célébrer le Jubilé d'argent de Victoria. Elle est volée en 2000 et remplacée par les Malvern Hills Conservators la même année. L'original est retrouvé par la police est rendu à l'organisation en 2001
Durant la Seconde Guerre mondiale, le sommet est utilisé comme point d'observation contre les raids aériens menés sur Birmingham et Coventry. À la fin du XXe siècle, un véhicule de retransmission de la BBC s'y installe régulièrement pour couvrir les courses de chevaux et les événements sportifs à Worcester.
En 1989, un café installé au sommet depuis plusieurs décennies est détruit par un incendie. Les Malvern Hills Acts interdisant tout nouveau bâtiment sur les terres gérées par les Malvern Hills Conservators, ces derniers
déposent une demande au Parlement pour la reconstruction mais la Chambre des lords s'y oppose. En cas de non-respect, l'organisation risque des poursuites du fait que le bâtiment empiète sur des terres publiques. En vue de réviser les clauses des Malvern Hills Acts, cinq lords d'une commission d'enquête parlementaire se rendent sur place mais jugent qu'il existe assez d'aménagements à proximité et que le café de Saint Ann's Well est suffisant ; le projet de reconstruction est abandonné,,.

## Activités

### Randonnée et ascension
L'ascension peut être réalisée par le col situé entre Worcestershire Beacon et Sugarloaf Hill, soit depuis Great Malvern à l'est en passant par la source de Saint Ann's Well, avec des pentes relativement raides, soit depuis l'ouest. Il est également possible de suivre la crête depuis le quartier de Wyche, au sud, en suivant le Shire Ditch.

### Protection environnementale
Worcestershire Beacon est protégé depuis 1959 au sein de l'Area of Outstanding Natural Beauty des collines de Malvern qui couvre une superficie d'approximativement 105 km2.
La montagne est également incluse dans le site d'intérêt scientifique particulier des Malvern Hills qui s'étend sur 746 hectares.